# Francis Tonemassa
Francis Hervé Tonemassa Sombang (ur. 31 sierpnia 1980) – kameruński siatkarz grający na pozycji środkowego; reprezentant kraju. Posiada również obywatelstwo francuskie.

## Kariera klubowa
Karierę sportową rozpoczynał w klubie Cité des Palmiers. W kolejnych latach grał w amatorskich klubach francuskich: Le Havre Océane VB i Saint-Barthélemy-d'Anjou VB. W latach 2004–2007 był zawodnikiem francuskiego zespołu Harnes Volley-Ball, grającego w Pro B. W 2007 roku przeniósł się do FL Saint-Quentin, z którym w sezonie 2007/2008 wygrał rozgrywki Pro B i awansował do najwyższej klasy rozgrywek klubowych we Francji.

## Kariera reprezentacyjna
Francis Tonemassa został powołany do reprezentacji Kamerunu w 2010 roku na Mistrzostwa Świata.

## Medale, tytuły, trofea
- Mistrzostwo Pro B: 2008